# جراد البحر الشائك الوردي
جراد البحر الشائك الوردي (الاسم العلمي: Palinurus mauritanicus)، نوع من جراد البحر الشائك. ويوجد في المياه العميقة في شرق المحيط الأطلسي وغرب البحر الأبيض المتوسط.